# 刺客信条 编年史
《刺客信条 编年史》是一款由Climax Studios和育碧蒙特利尔开发并由育碧以数碼下载形式发行在PlayStation 4、Xbox One和Windows上的橫向捲軸动作冒险游戏。本作是《刺客教条》系列的外传性作品，分为“中国”、“印度”和“俄国”三部分，游戏中角色是系列相关非游戏作品中曾出现的刺客。

## 遊玩方式
遊戲採用2.5D視角，玩家操縱主角在不同地區進行探索，除可與敵人戰鬥也可運用潛行躲避敵人，地區內可供攀爬的壁面均由較鮮艷的顏色突顯。《中國篇》主角少芸的武裝包括藏鞋劍、繩鏢和飛刀。

## 中國篇

### 簡介
全篇採取黑、白、紅三色水墨畫風格，並且首次以女性為唯一主角，無法使用選擇男性進行劇情。但是其在中國明朝服裝、建築上的考據顯得不足，採取好萊塢中國風，和真正的明朝相關藝術類史實有較大距，明朝無論服裝還是建築都非常多的採用金色。而在本作中全部被替換為虛化效果黑色，以符合其水墨畫的遊戲風格。

### 劇情
1526年明朝時期，刺客少芸（Shao Jun）返回中國，向兩年前剿滅了刺客組織的聖殿騎士八虎宦官展開復仇。以意大利刺客大師艾吉奥·奥迪托雷·达·佛罗伦萨（Ezio Auditore de Firenze）贈予之「先行者之盒」（Precursor Box）為餌，少芸故意被俘並殺死了高鳳。少芸逃出禁錮後與刺客大師王守仁會合後奉命前往澳門，於碼頭區刺殺了谷大用亦奪回盒子。丘聚獲悉後火燒碼頭報復但少芸已成功逃脫。
1529年，少芸前往南安刺殺魏彬，同時八虎之首張永殺害了王守仁，先行者之盒再次落入聖殿騎士團手上。1530年，少芸獲舊識兼嘉靖帝第二任皇后張皇后邀請到紫禁城會面，發現丘聚與張永威脅張皇后設下陷阱。張永離開後少芸與丘聚進行交戰，期間一燈籠掉到地上造成大火，少芸殺死丘聚後逃離陷入火海的皇宮。
1532年，張永已把先行者之盒送離中國並欲開放萬里長城讓俺答汗領兵入侵，少芸關閉長城後乘蒙古軍隊炮擊城牆時追上並刺殺張永。
1567年，已重建了刺客組織的少芸以長生不死藥暗殺了嘉靖帝。

## 印度篇

### 簡介
以《錫克聖經》作為故事結構範本，描述了一個不知名的刺客與印度公主的愛情故事。其美術風格大量運用印度的曼荼羅手繪漆彩，配上如同佛洞筆畫一般的五色暈染效果，配上印度女聲歌舞劇音樂，展現當時的文化氛圍。

### 劇情
1841年，錫克帝國與不列顛東印度公司交戰期間，一名聖殿騎士攜同原屬刺客組織之一件物品到達印度。印度刺客阿爾巴茲·米爾（Arbaaz Mir）將查明該聖殿騎士的企圖、奪回該物品及保護朋友與情人。

## 俄國篇

### 簡介
整體美術風格採用蘇聯時代的共產主義宣傳海報風格，主人公使用的武器也變成了符合蘇聯特色的Mosin-Nagant 1891/30，同時還加入了沙皇俄國的一些歷史建築物。

### 劇情
1918年十月革命結束後，俄羅斯刺客尼古拉·奧列洛夫（Nikolai Orelov）希望離開組織與家眷前往美國，但被刺客組織要求執行最後一個任務，潛入布爾什維克一棟宅第奪回一件刺客組織與聖殿騎士團相爭多年、與「先行者」（First Civilization）有關的遺物。尼古拉到達宅第後發現沙皇尼古拉二世及其家人被俘殺害，只有阿納斯塔西婭·尼古拉耶芙娜·羅曼諾娃生還。阿納斯塔西婭手上的「先行者之盒」（Precursor Box）與尼古拉身上的先行者遺跡「伊甸破片」（Shard of Eden）互相呼應，阿納斯塔西婭隨即被中國刺客少芸短暫附身並習得了刺客技能。尼古拉決定保護阿納斯塔西婭，把她與先行者之盒帶到刺客組織位於莫斯科的基地，但尼古拉不久獲悉組織欲犧牲阿納斯塔西婭取得先行者記憶，遂叛離組織救出阿納斯塔西婭，在逃離追殺後，尼古拉把原本能讓家眷離境的文件交予阿納斯塔西婭，讓她能以「安娜·安德森」的身份逃往德國。

## 开发
《刺客信条 编年史》由英国工作室Climax Studios和育碧軟件蒙特利尔工作室开发。最初本作仅有《刺客信条 编年史：中国》，作为《刺客信条：大革命》的追加下载内容，其後育碧宣布把《編年史》定为三部曲，《中国》部分还支持中文配音。
《中国》於2015年4月21日起發售，持有《大革命》季票的玩家可免费下載，《印度》和《俄国》将於2015年内提供。2015年7月，索尼在互動娛樂展覽會ChinaJoy发布会上把本作作为引进游戏之一公布，但育碧中国确认本作将不会通过中国官方的游戏审核。

## 爭議
由中國的北京陌陌電影工作室拍攝的小說改編電影《刺客記憶 血月》，其海報疑似抄襲了《刺客教條 編年史：中國》的遊戲封面。

## 评价
| 游戏   | Metacritic                             |
| ------ | -------------------------------------- |
| 中国   | (PS4)69/100 (PC) 67/100 (XONE) 67/100  |
| 印度   | (PS4) 66/100 (PC) 63/100 (XONE) 66/100 |
| 俄国   | (PS4) 62/100 (PC) 53/100 (XONE) 61/100 |
| 三部曲 | (VITA) 70/100                          |

遊戲的《中國篇》評價為一般至正面。《IGN》評論對遊戲劇情予以批評和認為遊戲過於簡單，但讚賞關卡設計，認為尋找不同路線，了解它們之間如何連接也許是《中國篇》的最出色部分。